# Aichryson brevipetalum
Aichryson brevipetalum är en fetbladsväxtart som beskrevs av Praeger. Aichryson brevipetalum ingår i släktet Aichryson och familjen fetbladsväxter. Inga underarter finns listade i Catalogue of Life.